# Степанов Лев Борисович
Степанов Лев Борисович (6 грудня 1908, Томськ, Російська імперія — 26 червня 1971, Москва, СРСР) — радянський російський композитор. Лауреат Сталінської премії другого ступеня (1951).

## З життєпису
Закінчив Московську консерваторію (1938, клас М. Мясковського).
Автор опер, балетів, симфонічних і вокальних творів, а також музики до кінофільмів.

## Фільмографія
Автор музики до фільмів:
- «Азамат» (1939)
- «Новосілля» (1954)
- «Журавлина пісня» (1959, фільм-балет)
- «Слід в океані» (1964)
- «Суворі кілометри» (1969)
- «Відвага» (1971, Одеська кіностудія, реж. Г. Юнгвальд-Хількевич) та ін.